# Wereldkampioenschappen schoonspringen 2025
De wereldkampioenschappen schoonspringen 2025 werden van 26 juli tot en met 3 augustus 2025 gehouden in het  OCBC Aquatic Centre in Singapore. Het toernooi was onderdeel van de wereldkampioenschappen zwemsporten 2025.

## Medailles

### Mannen
| Onderdeel   | Goud                              | Goud        | Zilver                                         | Zilver      | Brons                                            | Brons       |
| Individueel | Individueel                       | Individueel | Individueel                                    | Individueel | Individueel                                      | Individueel |
| ----------- | --------------------------------- | ----------- | ---------------------------------------------- | ----------- | ------------------------------------------------ | ----------- |
| 1 m plank   | Zheng Jiuyuan China               | 443,70      | Osmar Olvera Mexico                            | 429,60      | Yan Siyu China                                   | 405,50      |
| 3 m plank   | Osmar Olvera Mexico               | 529,55      | Cao Yuan China                                 | 522,70      | Wang Zongyuan China                              | 515,55      |
| 10 m toren  | Cassiel Rousseau Australië        | 534,89      | Oleksiy Sereda Oekraïne                        | 515,20      | Randal Willars Mexico                            | 511,95      |
| Synchroon   |                                   |             |                                                |             |                                                  |             |
| 3 m plank   | Wang Zongyuan Zheng Jiuyuan China | 467,31      | Juan Celaya Osmar Olvera Mexico                | 449,28      | Anthony Harding Jack Laugher Verenigd Koninkrijk | 405,33      |
| 10 m toren  | Cheng Zilong Zhu Zifeng China     | 429,63      | Nikita Shleikher Ruslan Ternovoi Neutrale vlag | 428,70      | Joshua Hedberg Carson Tyler Verenigde Staten     | 410,70      |

### Vrouwen
| Onderdeel   | Goud                         | Goud        | Zilver                                                | Zilver      | Brons                            | Brons       |
| Individueel | Individueel                  | Individueel | Individueel                                           | Individueel | Individueel                      | Individueel |
| ----------- | ---------------------------- | ----------- | ----------------------------------------------------- | ----------- | -------------------------------- | ----------- |
| 1 m plank   | Maddison Keeney Australië    | 308,00      | Li Yajie China                                        | 290,25      | Chiara Pellacani Italië          | 270,80      |
| 3 m plank   | Chen Yiwen China             | 389,70      | Chen Jia China                                        | 356,40      | Chiara Pellacani Italië          | 323,20      |
| 10 m toren  | Chen Yuxi China              | 430,50      | Pauline Pfeif Duitsland                               | 367,10      | Xie Peiling China                | 358,20      |
| Synchroon   |                              |             |                                                       |             |                                  |             |
| 3 m plank   | Chen Jia Chen Yiwen China    | 325,20      | Yasmin Harper Scarlett Mew Jensen Verenigd Koninkrijk | 298,35      | Lía Cueva Mía Cueva Mexico       | 294,36      |
| 10 m toren  | Chen Yuxi Zhang Minjie China | 349,26      | Gabriela Agúndez Alejandra Estudillo Mexico           | 304,80      | Jo Jin-mi Kim Mi-hwa Noord-Korea | 293,34      |

### Gemengd
| Onderdeel       | Goud                                             | Goud   | Zilver                                                              | Zilver | Brons                                                | Brons  |
| --------------- | ------------------------------------------------ | ------ | ------------------------------------------------------------------- | ------ | ---------------------------------------------------- | ------ |
| 3 m plank       | Matteo Santoro Chiara Pellacani Italië           | 308,13 | Cassiel Rousseau Maddison Keeney Australië                          | 307,26 | Cheng Zilong Li Yajie China                          | 305,70 |
| 10 m toren      | Zhu Yongxin Xie Peiling China                    | 323,04 | Choe Wi-hyon Jo Jin-mi Noord-Korea                                  | 322,98 | Aleksandr Bondar Anna Konanykhina Neutrale vlag      | 311,88 |
| Landenwedstrijd | China Cheng Zilong Chen Yiwen Cao Yuan Chen Yuxi | 466,25 | Mexico Osmar Olvera Randal Willars Alejandra Estudillo Zyanya Parra | 426,30 | Japan Reo Nishida Sho Sakai Rin Kaneto Sayaka Mikami | 409,65 |

### Medaillespiegel
| Plaats | Land                | Goud | Zilver | Brons | Totaal |
| 1      | China               | 9    | 3      | 4     | 16     |
| 2      | Australië           | 2    | 1      | 0     | 3      |
| 3      | Mexico              | 1    | 4      | 2     | 7      |
| 4      | Italië              | 1    | 0      | 2     | 3      |
| 5      | Noord-Korea         | 0    | 1      | 1     | 2      |
| 5      | Verenigd Koninkrijk | 0    | 1      | 1     | 2      |
| 7      | Duitsland           | 0    | 1      | 0     | 1      |
| 7      | Oekraïne            | 0    | 1      | 0     | 1      |
| 9      | Japan               | 0    | 0      | 1     | 1      |
| 9      | Verenigde Staten    | 0    | 0      | 1     | 1      |
| –      | Neutrale vlag       | 0    | 1      | 1     | 2      |
| Totaal | Totaal              | 13   | 13     | 13    | 39     |